# Жак Дюкло
Жак Дюкло́ (фр. Jacques Duclos; 2 жовтня 1896 — 25 квітня 1975) — французький політичний діяч, керівник Французької комуністичної партії, сподвижник та фактичний наступник Моріса Тореза (хоча фактично генеральним секретарем партії не був).

## Біографія
Учасник Першої світової війни (Верденська битва), був поранений та опинився у німецькому полоні. Член ФКП з 1920, з 1926 член ЦК партії. Обраний до Національного зібрання Франції у 1926 році, перемігши Поля Рейно. З 1936 року головний ідеолог партії, провідник лінії Сталіна. Учасник Комінтерну та Комінформу. Ідеологічний консультант республіканців під час Іспанської громадянської війни. Один з керівників Руху Спротиву, координував діяльність підпільної ФКП в роки окупації.
На перші позиції в партії вийшов після погіршення стану здоров'я М. Тореза у 1950 році. У 1960-х роках — активний критик економічної та соціальної програми голлізма. Негативно ставився до руху «ліваків» та крайнощів студентський виступів травня 1968 року, підтримавши при цьому загальний страйк. Виступав проти співробітництва з анархістами, вважаючи їх виразниками мілкобуржуазної психології, виправдуючись ідеями «свободи індивідуума в боротьбі з державою та капіталом». Кандидат у президенти Франції на виборах 1969 року, зайняв третє місця після Помпіду та Поера, набравши 21,3 % голосів виборців.
Нагороджений орденом Леніна (1971 р.) та золотою медаллю Карла Маркса Академії наук СРСР (1975).
Головні роботи та мемуари Дюкло були перекладені на російську мову ще за життя Дюкло. Його іменем названа вулиця в Санкт-Петербурзі. Похований на кладовищі Пер-Лашез біля Моріса Тореза.